# Hamilcar Barkas
Hamilcar Barkas (circa 285 – 229 v.Chr.) was een Carthaags veldheer en opperbevelhebber tijdens de Eerste Punische Oorlog (264-241 v.Chr.) tegen de Romeinen. Tijdens deze oorlog deed hij pogingen enkele (Griekse) steden op het eiland Sicilië te veroveren. Later sloeg hij een opstand van huurlingen neer (240 - 237 v.Chr.), en vocht hij in Spanje (stichting van Akra Leuke (Alicante), 230 v.Chr.). Hij wordt genoemd als de stichter van de stad Barcino, het huidige Barcelona. Hij was waarschijnlijk afkomstig uit de stad Cyrene in Cyrenaica.
In 229 v.Chr., na een mislukte aanval op de stad Helike (nu Elche de la Sierra), werd Hamilcar omsingeld door Romeinse soldaten. Hierop pleegde hij zelfmoord door in een rivier te springen. Hij werd opgevolgd door zijn schoonzoon Hasdrubal. Toen deze in 221 v.Chr. stierf, werd Hamilcars oudste zoon Hannibal Barkas opperbevelhebber van het Carthaagse leger. De mythe gaat dat Hamilcar Hannibal liet baden in Romeins bloed en hem liet beloven dat hij altijd de Romeinen zou haten. De Romeinse historicus, Cornelius Nepos schrijft in zijn De viris illustribus dat Hamilcar, bij zijn vertrek naar Spanje, Hannibal een eed liet afleggen, waarbij hij beloofde nooit vriendschap te zullen sluiten met het Romeinse volk. Zijn andere zonen, Hasdrubal Barkas en Mago Barkas, waren ook legerleiders in de Tweede Punische Oorlog. Hasdrubal Barkas sneuvelde tijdens die oorlog tijdens de Slag bij de Metaurus in 207 v.Chr., toen hij zijn broer Hannibal te hulp kwam in Italië.